# Gle Rambong (berg)
Gle Rambong är ett berg i Indonesien.   Det ligger i provinsen Aceh, i den västra delen av landet, 1 800 km nordväst om huvudstaden Jakarta. Toppen på Gle Rambong är 126 meter över havet.
Terrängen runt Gle Rambong är huvudsakligen kuperad, men söderut är den platt. Havet är nära Gle Rambong åt sydväst. Runt Gle Rambong är det glesbefolkat, med 18 invånare per kvadratkilometer. Omgivningarna runt Gle Rambong är en mosaik av jordbruksmark och naturlig växtlighet.